# Řídký
Řídký település Csehországban, a Svitavyi járásban. Řídký Tržek, Bohuňovice és Cerekvice nad Loučnou településekkel határos. Lakosainak száma 59 fő (2024. január 1.).

## Népesség
A település lakosságának változását az alábbi diagram mutatja:
| Lakosok száma | 63   | 71   | 61   | 89   | 86   | 75   | 67   | 65   | 60   | 59   |
|               | 1869 | 1900 | 1921 | 1961 | 1980 | 2011 | 2016 | 2019 | 2021 | 2024 |